# Anna i Wojciech Sieniawscy
Anna Sieniawska (ur. 20 lipca 1967) i Wojciech Sieniawski (ur. 10 kwietnia 1966) – polscy aktorzy dziecięcy.

## Życiorys
W roku 1977, pomimo zbyt młodego w porównaniu ze scenariuszem wieku, zostali wyłonieni w castingu do głównych ról Tosi i Tomka Jastrzębskich w miniserialu dla dzieci Dziewczyna i chłopak, na podstawie powieści Hanny Ożogowskiej Dziewczyna i chłopak, czyli heca na 14 fajerek. Postać Tosi została zdubbingowana przez inną młodą aktorkę, gdyż uznano, że głos dziesięcioletniej Anny brzmi zbyt dziecinnie.
W roku 1980 z materiałów serialowych został złożony półtoragodzinny film fabularny, dla potrzeb którego rodzeństwo nakręciło finałową scenę, w której ich bohaterowie wspominają wakacyjne przygody. Tym razem Tosia mówiła już głosem Anny.
Pomimo propozycji, między innymi dla Wojciecha roli Leszka Leśniewskiego w Rodzinie Leśniewskich, wspólnie z rodzicami zdecydowali swój występ potraktować jako jednorazową przygodę i do aktorstwa nie powrócili. Oboje ukończyli studia prawnicze i prowadzą kancelarię adwokacką.